# Héctor Adomaitis
Héctor Raimundo Adomaitis Larrabure (Temperley, 12 giugno 1970) è un ex calciatore argentino, di ruolo centrocampista.

## Palmarès

### Club

#### Competizioni nazionali
- Campionato messicano: 2

Santos Laguna: Invierno 1996
Cruz Azul: Invierno 1997
- Coppa del Messico: 1

Cruz Azul: 1997

#### Competizioni internazionali
- Coppa Interamericana: 1

Colo-Colo: 1992
- Recopa Sudamericana: 1

Colo-Colo: 1992
- CONCACAF Champions' Cup: 1

Cruz Azul: 1997